# Nazionale maschile di calcio della Dominica
La nazionale di calcio della Dominica (Selección de fútbol de Dominica) è la rappresentativa calcistica nazionale dell'omonima isola caraibica, posta sotto l'egida della Dominica Football Association ed affiliata alla CONCACAF.
Nella classifica del ranking FIFA la miglior posizione è stata la 128ª posizione raggiunta nel novembre 2010 e febbraio 2011, mentre la peggiore è stata la 198ª del luglio 2009.
Attualmente occupa la 184ª posizione.

## Storia
La compagine dominicense non ha mai fatto registrare risultati particolarmente significativi ed è una delle meno competitive nel panorama caraibico.
Negli anni novanta ha superato la fase di qualificazione alla Coppa dei Caraibi in due occasioni, racimolando tuttavia un solo pareggio a fronte di cinque sconfitte: è pertanto una delle selezioni nazionali a non aver mai vinto un incontro nella fase finale di una rassegna internazionale.
Il 19 aprile 2013 i Pericos sono stati colpiti da un duplice lutto: in un incidente stradale perirono il Commissario tecnico Kurt Hector ed il capitano della nazionale Norran Jno Hope, mentre si recavano all'aeroporto per raggiungere le Isole Sopravento Meridionali per disputare un torneo.
Al termine della CONCACAF Nations League 2019-2020 è retrocessa dalla Lega B alla Lega C, la più bassa.

## Partecipazioni ai tornei internazionali
Legenda: Grassetto: Risultato migliore, Corsivo: Mancate partecipazioni

### Campionato CONCACAF
La nazionale della Dominica non ha mai partecipato al Campionato CONCACAF, l'antenato della Gold Cup, né alle relative qualificazioni.

### Coppa dei Caraibi[7]
La selezione dominicense ha partecipato alla Coppa dei Caraibi in due occasioni, venendo eliminata al girone iniziale.

### Coupe des Caraïbes
Los Pericos hanno preso parte all'unica edizione della Coupe des Caraïbes che ha avuto luogo nel 1948, senza superare il primo turno.

## Statistiche dettagliate sui tornei internazionali

### Mondiali
| Anno | Luogo                          | Piazzamento      | V | N | P | Gol |
| ---- | ------------------------------ | ---------------- | - | - | - | --- |
| 1934 | Italia                         | Non partecipante | - | - | - | -   |
| 1938 | Francia                        | Non partecipante | - | - | - | -   |
| 1950 | Brasile                        | Non partecipante | - | - | - | -   |
| 1954 | Svizzera                       | Non partecipante | - | - | - | -   |
| 1958 | Svezia                         | Non partecipante | - | - | - | -   |
| 1962 | Cile                           | Non partecipante | - | - | - | -   |
| 1966 | Inghilterra                    | Non partecipante | - | - | - | -   |
| 1970 | Messico                        | Non partecipante | - | - | - | -   |
| 1974 | Germania Ovest                 | Non partecipante | - | - | - | -   |
| 1978 | Argentina                      | Non partecipante | - | - | - | -   |
| 1982 | Spagna                         | Non partecipante | - | - | - | -   |
| 1986 | Messico                        | Non partecipante | - | - | - | -   |
| 1990 | Italia                         | Non partecipante | - | - | - | -   |
| 1994 | Stati Uniti                    | Non partecipante | - | - | - | -   |
| 1998 | Francia                        | Non qualificata  | - | - | - | -   |
| 2002 | Giappone / Corea del Sud       | Non qualificata  | - | - | - | -   |
| 2006 | Germania                       | Non qualificata  | - | - | - | -   |
| 2010 | Sudafrica                      | Non qualificata  | - | - | - | -   |
| 2014 | Brasile                        | Non qualificata  | - | - | - | -   |
| 2018 | Russia                         | Non qualificata  | - | - | - | -   |
| 2022 | Qatar                          | Non qualificata  | - | - | - | -   |
| 2026 | Canada / Stati Uniti / Messico | Non qualificata  | - | - | - | -   |

### Campionato CONCACAF/Gold Cup
| Anno | Luogo                               | Piazzamento                        | V | N | P | Gol |
| ---- | ----------------------------------- | ---------------------------------- | - | - | - | --- |
| 1963 | El Salvador                         | Non partecipante                   | - | - | - | -   |
| 1965 | Guatemala                           | Non partecipante                   | - | - | - | -   |
| 1967 | Honduras                            | Non partecipante                   | - | - | - | -   |
| 1969 | Costa Rica                          | Non partecipante                   | - | - | - | -   |
| 1971 | Trinidad e Tobago                   | Non partecipante                   | - | - | - | -   |
| 1973 | Haiti                               | Non partecipante                   | - | - | - | -   |
| 1977 | Messico                             | Non partecipante                   | - | - | - | -   |
| 1981 | Honduras                            | Non partecipante                   | - | - | - | -   |
| 1985 | Itinerante                          | Non partecipante                   | - | - | - | -   |
| 1989 | Itinerante                          | Non partecipante                   | - | - | - | -   |
| 1991 | Stati Uniti                         | Non partecipante                   | - | - | - | -   |
| 1993 | Stati Uniti / Messico               | Non qualificata                    | - | - | - | -   |
| 1996 | Stati Uniti                         | Non qualificata                    | - | - | - | -   |
| 1998 | Stati Uniti                         | Non qualificata                    | - | - | - | -   |
| 2000 | Stati Uniti                         | Non qualificata                    | - | - | - | -   |
| 2002 | Stati Uniti                         | Non qualificata                    | - | - | - | -   |
| 2003 | Stati Uniti / Messico               | Ritirata durante le qualificazioni | - | - | - | -   |
| 2005 | Stati Uniti                         | Non qualificata                    | - | - | - | -   |
| 2007 | Stati Uniti                         | Non qualificata                    | - | - | - | -   |
| 2009 | Stati Uniti                         | Non qualificata                    | - | - | - | -   |
| 2011 | Stati Uniti                         | Non qualificata                    | - | - | - | -   |
| 2013 | Stati Uniti                         | Non qualificata                    | - | - | - | -   |
| 2015 | Stati Uniti / Canada                | Non qualificata                    | - | - | - | -   |
| 2017 | Stati Uniti                         | Non qualificata                    | - | - | - | -   |
| 2019 | Stati Uniti / Costa Rica / Giamaica | Non qualificata                    | - | - | - | -   |
| 2021 | Stati Uniti                         | Non qualificata                    | - | - | - | -   |
| 2023 | Stati Uniti / Canada                | Non qualificata                    | - | - | - | -   |
| 2025 | Stati Uniti / Canada                | Non qualificata                    | - | - | - | -   |

### Olimpiadi
| Anno | Luogo   | Piazzamento      | V | N | P | Gol |
| ---- | ------- | ---------------- | - | - | - | --- |
| 1936 | Berlino | Non partecipante | - | - | - | -   |
| 1948 | Londra  | Non partecipante | - | - | - | -   |

- Nota bene: per le informazioni sui risultati ai Giochi olimpici nelle edizioni successive al 1948 visionare la pagina della nazionale olimpica.

### Confederations Cup
| Anno | Luogo                    | Piazzamento     | V | N | P | Gol |
| ---- | ------------------------ | --------------- | - | - | - | --- |
| 1992 | Arabia Saudita           | Non invitata    | - | - | - | -   |
| 1995 | Arabia Saudita           | Non invitata    | - | - | - | -   |
| 1997 | Arabia Saudita           | Non qualificata | - | - | - | -   |
| 1999 | Messico                  | Non qualificata | - | - | - | -   |
| 2001 | Corea del Sud / Giappone | Non qualificata | - | - | - | -   |
| 2003 | Francia                  | Non qualificata | - | - | - | -   |
| 2005 | Germania                 | Non qualificata | - | - | - | -   |
| 2009 | Sudafrica                | Non qualificata | - | - | - | -   |
| 2013 | Brasile                  | Non qualificata | - | - | - | -   |
| 2017 | Russia                   | Non qualificata | - | - | - | -   |

### Coppa dei Caraibi
| Anno | Luogo                                   | Piazzamento                         | V | N | P | Gol  |
| ---- | --------------------------------------- | ----------------------------------- | - | - | - | ---- |
| 1978 | Trinidad e Tobago                       | Non partecipante                    | - | - | - | -    |
| 1979 | Suriname                                | Ritirata prima delle qualificazioni | - | - | - | -    |
| 1981 | Porto Rico                              | Non qualificata                     | - | - | - | -    |
| 1983 | Guyana francese                         | Non qualificata                     | - | - | - | -    |
| 1985 | Barbados                                | Non qualificata                     | - | - | - | -    |
| 1988 | Martinica                               | Non qualificata                     | - | - | - | -    |
| 1989 | Barbados                                | Non qualificata                     | - | - | - | -    |
| 1990 | Trinidad e Tobago                       | Non qualificata                     | - | - | - | -    |
| 1991 | Giamaica                                | Non partecipante                    | - | - | - | -    |
| 1992 | Trinidad e Tobago                       | Non qualificata                     | - | - | - | -    |
| 1993 | Giamaica                                | Non qualificata                     | - | - | - | -    |
| 1994 | Trinidad e Tobago                       | Primo turno                         | 0 | 1 | 2 | 1:11 |
| 1995 | Isole Cayman / Giamaica                 | Non qualificata                     | - | - | - | -    |
| 1996 | Trinidad e Tobago                       | Non qualificata                     | - | - | - | -    |
| 1997 | Antigua e Barbuda / Saint Kitts e Nevis | Non qualificata                     | - | - | - | -    |
| 1998 | Giamaica / Trinidad e Tobago            | Primo turno                         | 0 | 0 | 3 | 2:15 |
| 1999 | Trinidad e Tobago                       | Non qualificata                     | - | - | - | -    |
| 2001 | Trinidad e Tobago                       | Non qualificata                     | - | - | - | -    |
| 2005 | Barbados                                | Non qualificata                     | - | - | - | -    |
| 2007 | Trinidad e Tobago                       | Non qualificata                     | - | - | - | -    |
| 2008 | Giamaica                                | Non qualificata                     | - | - | - | -    |
| 2010 | Martinica                               | Non qualificata                     | - | - | - | -    |
| 2012 | Antigua e Barbuda                       | Non qualificata                     | - | - | - | -    |
| 2014 | Giamaica                                | Non qualificata                     | - | - | - | -    |
| 2017 | Martinica                               | Non qualificata                     | - | - | - | -    |

### Coupe des Caraïbes
| Anno | Luogo      | Piazzamento | V | N | P | Gol  |
| ---- | ---------- | ----------- | - | - | - | ---- |
| 1948 | Itinerante | Primo turno | 0 | 0 | 2 | 0:11 |

## Rosa attuale
Lista dei giocatori convocati per le sfide di qualificazione al Campionato mondiale di calcio 2022.
|  | P | Donte Newton      | 17 febbraio 1999  | 0  | 0  | Sconosciuta               |  |  |
|  | P | Raleighson Pascal | 31 luglio 1990    | 0  | 0  | Sconosciuta               |  |  |
|  | P | Glenson Prince    | 17 settembre 1987 | 64 | 0  | Phare Petit-Canal         |  |  |
|  |   |                   |                   |    |    |                           |  |  |
|  | D | Euclid Bertrand   | 23 luglio 1974    | 31 | 0  | Dublanc                   |  |  |
|  | D | Malcolm Joseph    | 10 ottobre 1993   | 43 | 1  | Portsmouth Bombers        |  |  |
|  | D | Sidney Lockhart   | 8 marzo 1996      | 26 | 0  | Caledonia AIA             |  |  |
|  | D | Kassim Peltier    | 7 settembre 1998  | 3  | 0  | Harlem United             |  |  |
|  | D | Ajaya Royer       | 4 settembre 1997  | 8  | 0  | Dublanc                   |  |  |
|  | D | Erskim Williams   | 21 ottobre 1994   | 16 | 0  | Portsmouth Bombers        |  |  |
|  |   |                   |                   |    |    |                           |  |  |
|  | C | Chad Bertrand     | 19 dicembre 1986  | 47 | 4  | Solidarité-Scolaire       |  |  |
|  | C | Fitz Jolly        | 16 marzo 1999     | 2  | 0  | Bath Estate               |  |  |
|  | C | Briel Thomas      | 25 novembre 1994  | 38 | 3  | W Connection              |  |  |
|  | C | Triston Sandy     |                   | 1  | 0  | Portsmouth Bombers        |  |  |
|  | C | Kelrick Walter    | 6 novembre 1989   | 23 | 3  | Bath Estate               |  |  |
|  |   |                   |                   |    |    |                           |  |  |
|  | A | Reon Cuffy        | 17 gennaio 1999   | 3  | 0  | East Central              |  |  |
|  | A | Javid George      | 14 giugno 1998    | 14 | 0  | Sagicor South East United |  |  |
|  | A | Travist Joseph    | 23 maggio 1994    | 23 | 2  | Dublanc                   |  |  |
|  | A | Audel Laville     | 14 settembre 2002 | 7  | 2  | Harlem United             |  |  |
|  | A | Darryl Longdon    | 8 novembre 2000   | 2  | 0  | FC Tucson                 |  |  |
|  | A | Julian Wade       | 12 luglio 1990    | 39 | 17 | Solidarité-Scolaire       |  |  |